# Juliana dos Santos
Juliana Paula Gomes dos Santos (Cubatão, 12 de julho de 1983) é uma meio-fundista brasileira, campeã pan-americana dos 1500 m e dos 5000 metros, além de recordista sul-americana dos 3000 metros com obstáculos.
Esposa do maratonista Marílson Gomes dos Santos, começou no atletismo aos doze anos ainda na escola, mas não abandonou os estudos, formando-se posteriormente em Educação Física. Campeã sul-americana júnior dos 800 m em 2001 e 2002, ainda com o nome de solteira, Juliana Azevedo, ela conquistou a medalha de bronze nos 800 m no Campeonato Mundial Júnior de Atletismo de 2002 e o ouro nos 1.500m no Campeonato Sul-Americano de Atletismo de 2006.
Competiu no Pan do Rio 2007 conquistando a medalha de ouro nos 1500 metros, tornando-se  a primeira sul-americana a vencer esta distância em Pans. Em 2010, estabeleceu o recorde brasileiro desta prova,  4m07s30, no Campeonato Ibero-Americano de Atletismo, na Espanha. Ficando de fora do Pan de Guadalajara 2011 por conta do nascimento do filho Miguel, que a deixou um ano e meio afastada do atletismo, ela voltou posteriormente às competições, e em Toronto 2015 venceu os 5000 metros, correndo a prova apenas pela segunda vez em toda carreira. Ela considerou esta prova como "a melhor da sua vida".
Em 2016, quebrou por duas vezes o recorde brasileiro e sul-americano dos 3000 m steeplechase, que pertencia a Sabine Heitling – campeã pan-americana da prova no Rio 2007 – desde 2009, marcando 9:39.33, em maio, em Oordegem, na Bélgica, e baixando a própria marca dez dias depois ao vencer o Memorial Josef Odlozil, em Praga, República Tcheca, em 9:38.63.